# Provița de Sus
Provița de Sus község Prahova megyében, Munténiában, Romániában.  A hozzá tartozó települések: Izvoru, Plaiu és Valea Bradului.

## Fekvése
A megye nyugati részén található, a megyeszékhelytől, Ploieşti-től, negyvennégy kilométerre északnyugatra, a Provița patak mentén, a Szubkárpátok dombságain.

## Történelem
A 19. század végén a község Prahova megye Prahova járásához tartozott és Mânzăul, Moiseni, Provița de Sus, Șchiopata, Secăturile, Sultanul, Țaporiștea, Valea Bradului és Valea Poienii falvakból állt. Összlakosságuk 1696 fő volt. A községi iskolát 1857-ben alapították. A község területén volt egy templom melyet 1629-ben szenteltek fel, majd 1797-ben és 1834-ben felújítottak.
A két világháború között, 1925-ben a község falvai a következőek voltak: Provița de Sus, Șchiopata, Secăturile, Fricoasa (a mai Izvoru, melyet a mára már megszűnt Breaza de Jos községtől csatoltak hozzá) és Valea Poienii. Lakosságuk ekkor 3152 fő volt.
1950-ben közigazgatási átszervezés alapján, a Prahova-i régió Câmpina rajonjához került, majd 1952-ben a Ploiești régióhoz csatolták.
1968-ban ismét megyerendszert vezettek be az országban, ekkor ismét Prahova megye része lett és ekkor alakultak ki a manapság is fennálló községhatárai.

## Lakossága
A nemzetiségi megoszlás a következő:
| 2002     | 2002 | 2002   |
| -------- | ---- | ------ |
| Románok  | 2360 | 99,62% |
| Romák    | 9    | 0,37%  |
| Összesen | 2369 | 100,0% |

## Híres emberek
- Pimen Georgescu  (Provița de Sus, 1853. október 24. - Bukarest, 1934. november 12.) - ortodox érsek, a Román Akadémia tiszteletbeli tagja volt.